# مايكروسوفت سارفيس برو 3
مايكروسوفت سارفيس برو 3 (بالإنجليزية: Microsoft Surface Pro 3)‏ هو حاسوب لوحي من مايكروسوفت سارفيس تم الكشف عنه في 20 مايو 2014، تم طرحه في الأسواق في 20 يونيو 2014. سعر الجهاز يساوي ما بين 799–1949 دولار.

## الخصائص
- الكاميرا الأمامية: 5 ميجابكسل
- الكاميرا الخلفية: 5 ميجابكسل
- الشاشة: 2160×1440
- الوزن: 1.76 غرام
- المعالج: 1.5 جيجا هرتز ثنائي النواة
- الذاكرة: 8 جيجابايت
- التخزين: 512 جيجابايت

## وصلات خارجية
- الموقع الإلكتروني